# I-168 (schip, 1934)

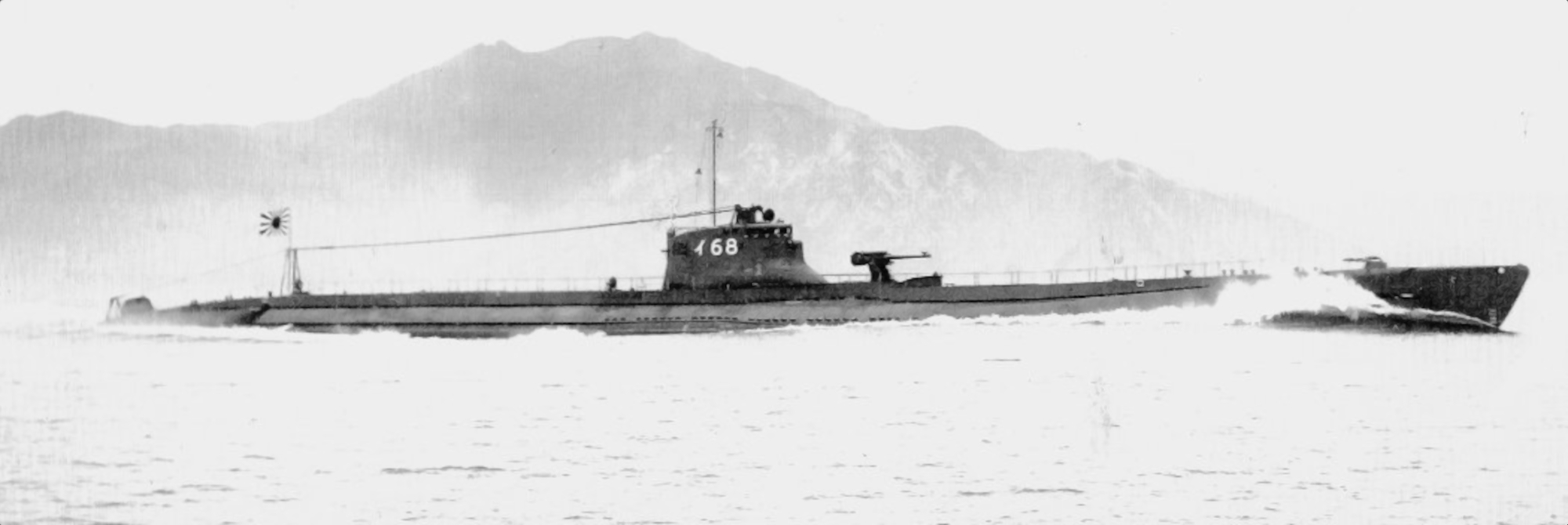
Japanse onderzeeër I-168, maart 1934.

De I-168 (Japans: 伊号第一六八潜水艦) was een Japanse Kaidai-klasse onderzeeër (Type KD6) van de Keizerlijke Japanse Marine gedurende de Tweede Wereldoorlog in de Stille Oceaan. In de Slag bij Midway bracht hij twee Amerikaanse oorlogsschepen tot zinken: het vliegdekschip USS Yorktown (CV-5) en de torpedobootjager USS Hammann (DD-412). In die periode stond de I-168 onder commando van commandant-luitenant-ter-zee Yahachi Tanabe.

## Geschiedenis
De onderzeeër werd gebouwd op de scheepswerf van Kure in Japan en opgeleverd op 31 juli 1934. Hij werd geregistreerd als I-68. Op 23 november 1941 werd de I-68 ingezet bij de aanval op Pearl Harbor. Deze onderzeebootoperatie, met andere I-boten en Type A-dwergonderzeeboten, werd een mislukking en alle Type A-dwergonderzeeërs werden vernietigd of vergingen. De I-68 bleef daarna op patrouille in dat gebied tot 13 december 1941.

### 13 en 14 december 1941
De I-68 werd aangevallen door Amerikaanse torpedobootjagers en kreeg 21 bijna-treffers van dieptebommen te verwerken. Deze aanval beschadigde zijn batterijen en deed zijn hek-torpedobuizen onderlopen. Na een reparatie te Kwajalein ondernam de I-68 weer patrouilles in de Grote Oceaan, voordat hij op 20 mei 1942 werd hernoemd naar I-168.

## Slag bij Midway
Op 31 mei 1942 kwam de onderzeeër aan bij Midway. Kapitein-ter-zee Yahachi Tanabe, wiens onderzeeboot, de I-168, op 10 zeemijl ten zuiden van Sand Island lag, kon het bombardement op Midway uitstekend volgen. "Het eiland," schreef hij na de oorlog, "veranderde in een laaiende vuurzee, met ontploffende brandstoftanks en militaire gebouwen. We zagen hoe het overdekt werd met vlammen en een dikke, zwarte rook. Ik liet mijn stuurman, mijn verbindingsofficier en mijn artillerieofficier om beurten door de periscoop kijken." Er ging een gejuich op bij de bemanning toen Tanabe bekendmaakte dat een grote brandstoftank geraakt was.
Op 4 juni 1942 werd Tanabe, die nog steeds bij Midway patrouilleerde, bevolen dichter naar het eiland te varen en het vliegveld met het kanon op het dek te beschieten. De beschieting moest doorgaan tot Tanabe gezelschap kreeg van de vier zware kruisers van Kondo's invasiegroep, de Mikuma, de Mogami, de Suzuja en de Kumano. Het slagschip Hiei zou direct na aankomst ook aan de strijd deelnemen.  
Op 5 juni 1942 om 1.00 dook Tanabes duikboot overeenkomstig het bevel van de Vlootadmiraal Yamamoto op in de lagune en schoot de eerste granaat op Midway af.
Tanabe's I-168 vuurde met zijn boordkanon naar de kustverdediging, maar twee zoeklichten aan wal kregen de I-168 in hun bundels. Kustbatterijen begonnen op hem te schieten en aan alle kanten vlogen granaten om de onderzeeboot. Tanabe moest teleurgesteld de aftocht blazen. Hij voer zuidwaarts weg en wist achtervolgende oppervlakteschepen van zich af te schudden. Tanabe schreef later, "Ik was boos en teleurgesteld, omdat ik mijn taken niet volledig volbracht had!" Daarna wachtte hij zijn verdere orders af. Hij had toen nog geen opdracht gekregen om de USS Yorktown te lokaliseren en tot zinken te brengen. 

## YorktownenHammann
6 juni 1942 - Nadat de USS Yorktown getroffen was door bommen en torpedo's van de Hiryu-aanvalsgroep, werd geprobeerd het Amerikaanse vliegdekschip naar Pearl Harbour te slepen.
Een Japans verkenningsvliegtuig had hem echter weer teruggevonden en meldde dit aan admiraal Yamamoto. Die riep de I-168 op en gaf Tanabe meteen de opdracht om de USS Yorktown op te sporen en te vernietigen. Tanabe verliet op volle snelheid Midway en arriveerde omstreeks 13.00, nadat hij zich onder het Amerikaanse cordon van torpedobootjagers een weg had gebaand. De I-168 kwam op periscoopdiepte en zag de USS Yorktown en de USS Hammann (DD-412) traag voor zich voorbijvaren. Het vliegdekschip was op sleeptouw genomen door de sleepboot USS Vireo en vooraan aan stuurboord was de USS Hammann gemeerd. Die gaf het vliegdekschip elektrische stroom voor de pompen. Tevens sleepte hij mede de USS Yorktown voort, met een slakkengang van 4 knopen.
Tanabe lanceerde vier torpedo's en beval snel weg te duiken. De USS Hammann had geen tijd de trossen te kappen en een van de torpedo's trof de torpedojager midscheeps zodat die finaal in tweeën brak. De USS Hammann zonk bijna onmiddellijk, en terwijl hij in de golven verdween, ontploften de scherp afgestelde dieptebommen onder water. Twee andere torpedo's troffen de USS Yorktown. Terwijl Buckmaster zijn manschappen weer van het getroffen schip haalde, probeerden zes torpedobootjagers de I-168 tot zinken te brengen. Commandant Tanabe kreeg 60 bijna-treffers van dieptebommen te verwerken en aan het eind van de aanval was de Japanse onderzeeër beschadigd. De lichten vielen uit, de pompen vielen stil, de batterijen waren beschadigd en er ontsnapte chloorgas uit de batterijen. Dit dodelijk gas was de grootste angst van de mannen in de I-168. Tanabe beval hen onmiddellijk hun gasmaskers op te zetten.
De aanvallende Amerikaanse torpedobootjagers braken hun aanval af. Ze werden teruggeroepen naar de USS Yorktown, omdat ze nog een ander aanvalsbericht hadden doorgeseind gekregen. Tanabe begreep er niets van, maar voelde zich opgelucht. Hij bracht de I-168 naar de oppervlakte, wat de rest van de perslucht kostte. Toen Tanabe op de brug klom, zag hij drie torpedobootjagers. De USS Hughes zag de Japanner boven water varen, en alle drie de schepen stormden erop af. Dat waren de USS Hughes (DD-410), de USS Gwin (DD-433) en de USS Monaghan (DD-354). Tanabe, die iedere seconde benutte, bleef zijn batterijen en persluchttanks opladen en voer op volle snelheid weg.
De I-168 bleef doorvaren, zelfs toen de USS Hughes zo dicht was genaderd dat hij het vuur kon openen met zijn 125 mm kanonnen op de boeg. Op het laatste moment dook Tanabe, liet zijn onderzeeboot 180° draaien en liep onder de torpedobootjagers door.
De list slaagde: de I-168 ontsnapte en met een slakkengang voer hij terug naar Japan, met nog maar twee werkende motoren van de vier (2 dieselmotoren en 2 elektromotoren), waar hij na 12 dagen aankwam. Na volledige reparaties te Sasebo werd de I-168 weer onder commando van luitenant-ter-zee Katsuji Watanabe geplaatst en nu belast met een missie ter bescherming van transport- en troepentransportschepen naar de belegerde Salomonseilanden en Kiska in het noorden.
De USS Yorktown bleef tot de volgende ochtend, (6 juni, Japanse tijd en 7 juni, Amerikaanse tijd) nog drijven. Toen sloeg het vliegdekschip naar zijn bakboordzijde om en zonk naar de oceaanbodem, 5.500 meter diep.

## EindeI-168
Op 27 juli 1943 ontmoette de I-168 onder commando van luitenant-ter-zee Sakae Nakajima de Amerikaanse onderzeeër USS Scamp (SS-277) in de Straat Steffen nabij Lavongai. De Amerikaanse onderzeeër USS Scamp werd aangevallen door de I-168 die een torpedo naar hem lanceerde. Walter G. Ebert, de commandant van de USS Scamp ging vol vooruit en voerde een snelle duik uit voor de aankomende torpedo, die hij liet voorbijgaan op 220 voet (67 meter). Daarna sloop Ebert terug naar periscoopdiepte. Om 18.12 lanceerde de USS Scamp vier torpedo's naar de Japanner. De I-168 werd getroffen en zonk met alle 97 manschappen aan boord naar de zeebodem, op 97 kilometer van Lavongai op 2° 50′ 0″ ZB, 149° 01′ 0″ OL.

## Bevelhebbers I-168
- Chef Uitrusting Officier - Commandant Nobumichi Tsuruoka - 23 februari 1934 - 31 juli 1934
- Commandant Nobumichi Tsuruoka - 31 juli 1934 - 15 november 1934
- Luitenant-ter-zee Nobunosuke Ota 15 november 1934 - 15 november 1935
- Luitenant-ter-zee Yasuchika Kayabara - 15 november 1935 - 1 december 1938
- Luitenant-ter-zee Sumihiko Hatanaka - 1 december 1938 - 15 december 1938
- Luitenant-ter-zee Shinji Uchino - 15 december 1938 - 1 september 1939
- Luitenant-ter-zee Tomiichi Muraoka - 1 september 1939 - 19 oktober 1940
- In Reserve - 19 oktober 1940 - 25 juli 1941
- Luitenant-ter-zee Otoji Nakamura - 25 juli 1941 - 31 januari 1942 - (Hij werd op 13 en 14 december 1941 aangevallen door Amerikaanse torpedojagers nabij Hawaï en kreeg 21 bijna-treffers van dieptebommen.)
- Luitenant-ter-zee Yahachi Tanabe - 31 januari 1942 - 30 juni 1942 - (Hij was verantwoordelijk voor het tot zinken brengen van de USS Yorktown en USS Hammann.)
- Commandant-ter-zee Kinzo Tonozuka - 30 juni 1942 - 31 augustus 1942
- Luitenant-ter-zee Katsuji Watanabe - 31 augustus 1942 - 15 oktober 1942
- Luitenant-ter-zee Sakae Nakajima - 15 oktober 1942 - 27 juli 1943 (KIA) - (Op 27 juli 1943 verging de I-168 door een torpedoaanval van de onderzeeër USS Scamp.)

## I-168
- Werf: Kure scheepswerf, Kure, Japan
- Klasse: Kaidai-klasse
- Type: KD6-onderzeeër
- Eenheden: 8 (Geen enkele overgebleven)
- Schepen: I-168, I-169, I-170, I-171, I-172, I-173, I-174 en I-175
- Jaren bouw: Van 1934 tot 1938

### Technische gegevens
- Lengte: 343,50 voet - 104,69 meter
- Breedte: 27 voet - 8,22 meter
- Diepgang: 15 voet - 4,57 meter
- Waterverplaatsing: 1.785 ton - 2.440 ton (geladen)
- Machines: 2 dieselmotoren 9.000 pk - 2 elektromotoren 1.800 pk - 2 schroeven
- Snelheid: 23 knopen - 42,59 km/h (boven water) - 8,25 knopen - 15,27 km/h (onder water)
- Reikwijdte: 14.000 km aan 10 knopen - 18,52 km/h
- Maximum diepte: 250 voet - 76 meter (veiligheidsdiepte) - (in vergelijking met de U-boten, niet erg diep)
- Bemanning: 70 man - 97 man officieren en manschappen (Tweede Wereldoorlog)

### Bewapening
- 14 torpedo's
- 4 × 533mm-torpedobuizen vooraan (boegbuizen)
- 2 × 533mm-torpedobuizen achteraan (hekbuizen)
- 1 × kanon aan dek van 10 cm 65 kaliber